# Augustus M. Gurney
Pour les articles homonymes, voir Gurney.
Augustus Milton Gurney (18 février 1895 - 10 avril 1967) était un officier de l'armée de terre américaine (US Army) ayant le grade de Brigadier général (général de brigade) pendant la Seconde Guerre mondiale. Diplômé de l'Académie militaire des États-Unis, il occupe principalement des postes d'état-major et termine sa carrière en tant que chef d'état-major adjoint pour les opérations (G-3) de la 1re armée des États-Unis.

## Biographie

### Jeunesse
Augustus M. Gurney est né le 18 février 1895 à Oneonta, dans l'État de New York, de Louis C. Gurney et de Florence Moody. Il termine ses études à la Stanton Preparatory Academy de Highland Falls, dans l'État de New York, et entre à l'Académie militaire des États-Unis à West Point, dans l'État de New York, en juin 1913.
Il fait partie de la promotion qui a produit plus de 55 futurs officiers généraux, dont deux chefs d'état-major de l'armée de terre - Joseph L. Collins et Matthew B. Ridgway. Parmi ses autres camarades de classe figurent : Clare H. Armstrong, Aaron Bradshaw Jr., Mark W. Clark, John T. Cole, Norman D. Cota, John M. Devine, William W. Eagles, Theodore L. Futch, Charles H. Gerhardt, William Kelly Harrison Jr., Ernest N. Harmon, George H. Weems, Robert W. Hasbrouck, Frederick A. Irving, Laurence B. Keiser, Charles S. Kilburn, Bryant E. Moore, Daniel Noce, Onslow S. Rolfe, Herbert N. Schwarzkopf, Albert C. Smith, George D. Wahl et Raymond E. S. Williamson,.
Gurney obtient son diplôme de Bachelor of Science le 20 avril 1917, peu après l'entrée des États-Unis dans la Première Guerre mondiale, et est nommé sous-lieutenant (second lieutenant) dans la branche de l'artillerie de campagne (Field Artillery Branch). Il s'embarque pour la France en tant que membre de la 1re brigade d'artillerie de campagne (1st Field Artillery Brigade) et sert consécutivement comme commandant de batterie et comme observateur de ballons pendant l'offensive Meuse-Argonne,.
Après une période d'occupation en Rhénanie, Gurney rentre aux États-Unis au milieu de l'année 1919 et devient instructeur de mathématiques à l'Académie militaire des États-Unis. Il reste quatre ans à ce poste et entre à l'école d'artillerie de campagne de l'US Army (Army Field Artillery School) à Fort Sill, en Oklahoma, en juin 1923. Gurney obtient son diplôme un an plus tard et est affecté à l'école des transmissions de l'US Army à Fort Monmouth, dans le New Jersey,.
En mai 1925, Gurney entre à l'université Yale et obtient deux ans plus tard une maîtrise en sciences. Il poursuit ses études en suivant un cours de deux ans à l'École de commandement et d'état-major général de l'US Army (Army Command and General Staff School) à Fort Leavenworth (Kansas) et un cours d'un an à l'École de guerre de l'US Army à Washington D.C., avant de devenir instructeur à l'École de commandement et d'état-major général de lUS Army à Fort Leavenworth,.

### Seconde Guerre mondiale
Gurney est promu lieutenant-colonel le 1er juin 1940 et rejoint le quartier général du IIe Corps sous les ordres du major général Henry C. Pratt. Il occupe le poste de chef d'état-major adjoint pour le renseignement jusqu'en août 1941, date à laquelle il est nommé chef d'état-major adjoint pour les opérations au sein du 2e corps d'armée (II Corps). À ce titre, Gurney est promu colonel le 11 décembre 1941, quatre jours seulement après l'attaque japonaise sur Pearl Harbor,,.
Il est promu au grade temporaire de brigadier général (général de brigade) le 16 avril 1942 et envoyé à Camp Pickett, en Virginie, où il rejoint le quartier général de la 79e division d'infanterie (79th Infantry Division) sous les ordres du major général (général de division) Ira T. Wyche. Gurney assume les fonctions de commandant de l'artillerie de la division et participe aux manœuvres du Tennessee, après quoi la division est transférée au camp Laguna, près de Yuma, en Arizona, où elle s'entraîne dans le désert. Elle est ensuite envoyée à Camp Phillips, au Kansas, pour s'entraîner dans des conditions hivernales, mais avant que la 79e division ne soit déployée sur le théâtre d'opérations européen (European Theater of Operations), Gurney est déclaré inapte au service outre-mer et remplacé par son camarade de classe de West Point, George D. Wahl, en février 1944,,.
Gurney est alors attaché au quartier général de la 2e armée (Second United States Army) des États-Unis sous les ordres du lieutenant général (général de corps d'armée) Lloyd Fredendall à Memphis, dans le Tennessee, et sert à ce titre jusqu'en juin 1944, date à laquelle il est nommé chef d'état-major sous les ordres de Fredendall. Il est coresponsable de la formation des remplaçants des unités qui partent à l'étranger et reçoit la Legion of Merit (Légion du mérite) pour son service,,,.

### Après-guerre
Gurney reste dans l'armée après la guerre et prend ses fonctions de commandant général du camp Earle, en Alaska, en octobre 1945. Il occupe ce poste jusqu'en janvier 1946, date à laquelle il prend le commandement de la base militaire d'Adak, en Alaska. Le 30 avril 1946, Gurney est ramené au grade de colonel en temps de paix et reste à Adak jusqu'à la fin du mois de mars 1947,,,.
Il est ensuite envoyé à Washington, D.C., et rattaché à la Section des plans, Bureau du chef des forces terrestres de l'US Army (Army Field Forces), sous l'autorité du général Jacob L. Devers. Gurney est attaché au quartier général de la 1re armée des États-Unis (First United States Army) à New York et occupe le poste de chef d'état-major adjoint pour les opérations (G-3) sous les ordres des lieutenants généraux Willis D. Crittenberger et Withers A. Burress,,,.

### Retraite
Gurney prend sa retraite avec son grade de brigadier général (général de brigade) au début de l'année 1954 pour cause d'incapacité physique et s'installe dans sa ville natale d'Oneonta, où il participe activement à des activités civiques. Il s'est ensuite installé à Southern Pines, en Caroline du Nord, où il a vécu jusqu'à sa mort.
Le général de brigade Augustus M. Gurney est décédé le 10 avril 1967 au Womack Army Medical Center de Fort Bragg, en Caroline du Nord, et a été enterré au cimetière de Glenwood à Oneonta,,,.
Il est marié en 1919 à Dora Bonbright, de New York, qui décède en 1944. Leurs deux filles, Margaret (Peg) Gurney et Louise Gurney Ferrell, lui survivent. En 1946, il épouse Gladys Kirton d'Aynor, en Caroline du Sud, qui lui survit à Southern Pines, en Caroline du Nord.

## Décorations
La barrette de rubans du brigadier général Gurney comprend:
|                           |  |  |  |
| Bronze star · Bronze star |  |  |  |
|                           |  |  |  |

| 1er rang | Legion of Merit                                         | Legion of Merit                                         | Legion of Merit                                         | Legion of Merit                                         | Legion of Merit                     | Legion of Merit                     | Legion of Merit                     | Legion of Merit                     | Legion of Merit                | Legion of Merit                | Legion of Merit                | Legion of Merit                | Legion of Merit | Legion of Merit |
| 2e rang  | World War I Victory Medal avec deux agrafes de bataille | World War I Victory Medal avec deux agrafes de bataille | World War I Victory Medal avec deux agrafes de bataille | World War I Victory Medal avec deux agrafes de bataille | Army of Occupation of Germany Medal | Army of Occupation of Germany Medal | Army of Occupation of Germany Medal | Army of Occupation of Germany Medal | American Defense Service Medal | American Defense Service Medal | American Defense Service Medal | American Defense Service Medal |                 |                 |
| 3e rang  | American Campaign Medal                                 | American Campaign Medal                                 | American Campaign Medal                                 | American Campaign Medal                                 | World War II Victory Medal          | World War II Victory Medal          | World War II Victory Medal          | World War II Victory Medal          | National Defense Service Medal | National Defense Service Medal | National Defense Service Medal | National Defense Service Medal |                 |                 |

## Source
- (en) Cet article est partiellement ou en totalité issu de l’article de Wikipédia en anglais intitulé « Augustus M. Gurney » (voir la liste des auteurs).